# 南奥塞梯标准时间
南奥塞梯是位於外高加索的一個未受国际普遍承认国家，原为格鲁吉亚的一个自治州。南奥塞梯标准时间采用莫斯科时间（UTC+03:00）。南奥塞梯目前没有采用夏令时。

## 历史
南奥塞梯原使用格鲁吉亚标准时间，2014年10月26日起使用莫斯科时间。

## 外部連結
- 南奥塞梯時間